# Nicolaj Kopernikus
Nicolaj Kopernikus, pseudoniem van Nicolaj Christiansen (Glostrup, 9 augustus 1967), is een Deense theater-, film- en tv-acteur en stemacteur.
Zijn ouders zijn de architect en beeldend kunstenaar Jørn Christiansen en Hanne Løcke Sabroe Andersen. Hij maakte zijn middelbare school niet af en werkte onder meer als technicus in een bioscoop. Vervolgens doorliep hij de toneelschool van het theater van Odense, waar hij in 1994 afstudeerde. Sindsdien heeft hij talloze rollen gespeeld op het toneel en in speelfilms en tv-series. Hij koos zijn artiestennaam uit bewondering voor de wiskundige en astronoom Nicolaas Copernicus.
Internationaal werd hij vooral bekend door de rol van Vagn Skærbæk in de politieserie Forbrydelsen (The Killing I), waarvoor hij in december 2007 de Ove Sprogøe-prijs kreeg. Eerder al, in 2001, was aan hem de Bodil (de belangrijkste Deense filmprijs) uitgereikt voor de beste mannelijke bijrol in Bænken.   
Hij woont samen met de choreografe Brigitte Næss-Schmidt. Zij hebben drie kinderen.

## Filmografie
- Let's Get Lost (1997)
- Den blå munk (1998)
- Majoren (1998)
- En verdensomsejling under bordet (1999)
- Bænken (2000)
- Juliane (2000)
- Max (2000)
- Fruen på Hamre (2000)
- Den vægelsindede (2000)
- D-dag (2000)
- D-dag - Niels-Henning (2000)
- D-dag - Boris (2000)
- D-dag - Lise (2000)
- D-dag - Carl (2000)
- Flyvende farmor (2001)
- Grev Axel (2001)
- D-dag - Den færdige film (2001)
- Torben Toben (2001)
- Monas Verden (2001)
- Hvor svært kan det være (2002)
- Okay (2002)
- Se dagens lys (2003)
- Kongekabale (2004)
- Forbrydelser (2004)
- Villa Paranoia (2004)
- Opbrud (2005)
- Voksne mennesker (2005)
- Lotto (2006)
- Sprængfarlig bombe (2006)
- Hjemve (2007)
- Til døden os skiller (2007)
- De fortabte sjæles Ø (2007)
- Karlas kabale (2007)
- En mand kommer hjem (2007)
- Frode og alle de andre rødder (2008)
- Karla og Katrine (2009)
- Karla og Jonas (2010)
- Sandheden om mænd (2010)
- Olsen-banden på de bonede gulve (tekenfilm, 2010) - stem
- Orla Frøsnapper (2011)
- Noget i luften (2011)
- Olsen Banden på dybt vand (2011) - stem
- Klassefesten (2011)
- Viceværten (2012)

## Tv-series
- Charlot og Charlotte (1996)
- Den hemmelige tunnel (1997)
- Taxa (1999)
- Hvor svært kan det være (2002)
- Plan B (2002)
- The Fairytaler (2004)
- Smagsdommerne (2006)
- Forbrydelsen (2007)
- Maj & Charlie (2008)
- Bron / Broen (2011)
- Cirkusliv i savsmuld (2011)
- Midsomer Murders (1 aflevering, 2014)
- Advokaten (2020)